# Махніцька Катерина Григорівна
Катерина Григорівна Березюк, у шлюбі Махніцька (нар. 27 березня 1982, м. Секешфехервар, Угорщина) — українська юристка, член Центральної виборчої комісії.

## Освіта
У 2003 році закінчила Військовий інститут Київського національного університету імені Тараса Шевченка за спеціальністю «Економіка і підприємництво», у 2012 році — Академію адвокатури України за спеціальністю «Правознавство».

## Трудова діяльність
Трудову діяльність розпочала у 2009 році помічником заступника Голови Центральної виборчої комісії.
З березня 2013 року — помічник-консультант народного депутата України.
У квітні 2014 року Верховною Радою України призначена на посаду члена Центральної виборчої комісії.
Одружена з колишнім в.о. генпрокурора Олегом Махніцьким, виховує двох доньок — Анну (від першого шлюбу) та Марту.

## Нагороди
Відзначена Подякою Центральної виборчої комісії, нагороджена Грамотою Центральної виборчої комісії.
Доктор філософії.